# Akkihaure
Akkihaure är en sjö i Jokkmokks kommun i Lappland och ingår i Luleälvens huvudavrinningsområde. Sjön har en area på 1,92 kvadratkilometer och ligger 439 meter över havet. Sjön avvattnas av vattendraget Akkijåkkå.

## Delavrinningsområde
Akkihaure ingår i det delavrinningsområde (739924-164543) som SMHI kallar för Utloppet av Akkihaure. Medelhöjden är 448 meter över havet och ytan är 6,48 kvadratkilometer. Det finns inga avrinningsområden uppströms utan avrinningsområdet är högsta punkten. Akkijåkkå som avvattnar avrinningsområdet har biflödesordning 5, vilket innebär att vattnet flödar genom totalt 5 vattendrag innan det når havet efter 232 kilometer. Avrinningsområdet består mestadels av skog (51 procent) och sankmarker (17 procent). Avrinningsområdet har 1,92 kvadratkilometer vattenytor vilket ger det en sjöprocent på 29,6 procent.